# Grüngürtel von Niamey
Der Grüngürtel von Niamey (französisch: ceinture verte de Niamey) ist ein Grüngebiet in der Stadt Niamey in Niger.

## Lage und Charakteristik
Der Grüngürtel verläuft durch die Arrondissements Niamey III und Niamey IV im Nordosten der Stadt. Die angrenzenden Stadtviertel sind, von Norden nach Süden, Banizoumbou II, Banifandou II, Route Filingué und Poudrière im Westen sowie Saga Fandou, Niamey 2000, Sary Koubou, Talladjé Est und Talladjé im Osten. Im Süden wird das Gebiet von der Pferderennbahn Hippodrome begrenzt. Es liegt in einem Tafelland mit einer Sandschicht, die bis auf einen Abschnitt im Süden weniger als 2,5 Meter tief ist.
Der Grüngürtel von Niamey geht auf die Erste Republik (1960–1974) unter Staatspräsident Hamani Diori zurück. Die ersten Pflanzungen für das Projekt erfolgten im Jahr 1965. Der ursprüngliche Plan sah vor, dass der Grüngürtel die Stadt am linken Ufer des Flusses Niger halbkreisförmig über eine Länge von 25 Kilometern umschließt. Letztlich wurde weniger als die Hälfte dieser Länge realisiert. Der Grüngürtel nimmt eine Fläche von etwa 1300 Hektar ein. Während des régime d’exception (1974–1987) unter Staatschef Seyni Kountché wurden alljährlich 10 Hektar Bäume im Gebiet gepflanzt. Die traditionellen Eigentümer des Lands, die es ackerbaulich nutzen und vor allem in den alten Stadtteilen Gamkalley, Saga, Goudel und Maourey leben, mussten für die Baumpflanzungen Land abtreten.
Der Grüngürtel sollte Niamey vor Sandstürmen schützen und für die Ausdehnung der Stadt eine natürliche Grenze darstellen. Weil die Zone ökologisch in keinem guten Zustand ist und sich die Wohnviertel inzwischen auf Gebiete beiderseits des Grüngürtels erstrecken, sind diese Pläne obsolet geworden. Ab 1984 entstanden infolge der Zuwanderung vom Land die ersten informelle Siedlungen in der Gegend. Mit der Parzellierung von Grundstücken im angrenzenden Stadtviertel Banizoumbou II Anfang der 1990er Jahre zogen die Bewohner der dortigen informellen Siedlungen in den Grüngürtel. So entstand hier die größte Strohhütten-Siedlung in Niamey. Sie erreichte um das Jahr 2005 eine Länge von 8 Kilometern, eine Breite von 250 bis 700 Metern und eine Einwohnerzahl von annähernd 30.000, entsprechend etwa 4 % der Gesamtbevölkerung der Stadt. Der Grüngürtel gilt als eine der bezüglich Raubüberfälle und Diebstähle gefährlichsten Gegenden von Niamey.